# Anamecia
Anamecia is een geslacht van vlinders van de familie Uilen (Noctuidae), uit de onderfamilie Acronictinae.

## Soorten
- Anamecia candida Boursin, 1964
- Anamecia deceptrix Staudinger, 1900
- Anamecia ferdovsi Brandt, 1941
- Anamecia nalitiosa Alphéraky, 1892